# سیارک ۱۰۹۶۲
سیارک ۱۰۹۶۲ (به انگلیسی: 10962 Sonnenborgh، نامگذاری:9530P-L) ده هزار و نهصد و شصت و دومین سیارک کشف شده‌است که در ۱۷ اکتبر ۱۹۶۰ کشف شد.